# Jérôme Delaplanche
Jérôme Delaplanche est un historien de l’art français né à Paris le 6 février 1974.
Ses travaux sur l’art des XVIIe et XVIIIe siècles (en particulier sur Noël-Nicolas Coypel et sur Joseph Parrocel) et son approche transdisciplinaire des questions iconographiques (Ravissement,,, Le Désir et les dieux, Peindre la guerre) en font un spécialiste reconnu de l’art de la période classique.

## Biographie
Après une première formation scientifique, Jérôme Delaplanche fait le choix de l’histoire de l’art. Diplômé de l’École du Louvre et de l’université Paris-Sorbonne, il est pensionnaire de l'Académie de France à Rome-Villa Médicis en 2004-2005. 
Parallèlement à son activité de chercheur et d’enseignant en histoire de l’art auprès de plusieurs institutions (École du Louvre, université Paris-Sorbonne, université d'Aix-Marseille, Institut catholique de Paris, Institut national du patrimoine), il est de 2008 à 2015, chargé d’études à l’Agence France-Muséums pour la période de l’art classique européen au Louvre Abou Dabi.
Il dirige de 2015 à 2018 le département d’histoire de l’art de l'Académie de France à Rome-Villa Médicis. 
Il travaille depuis juillet 2018 au Centre des monuments nationaux.

## Publications et commissariats significatifs

### Ouvrages
- Ravissement. Les représentations d’enlèvements amoureux dans l’art de l’Antiquité à nos jours, Paris, Citadelles & Mazenod, mars 2018, 224 p. (ISBN 978-2-85088-750-5)
- Un tableau n’est pas qu’une image. La reconnaissance de la matière de la peinture en France au XVIIIe siècle, Rennes, Presses universitaires de Rennes, 2016, 240 p. (ISBN 978-2-7535-4370-6)
- Joseph Parrocel (1646-1704). La nostalgie de l'héroïsme, Paris, Arthena, 2006, 376 p. (ISBN 978-2-903239-35-0)
- Noël Nicolas Coypel (1690-1734), Paris, Arthena, 2004, 168 p. (ISBN 978-2-903239-31-2)

### En collaboration ou direction d'ouvrage
- Dir., Un art subjectif ou la face cachée du monde - La collection d'art moderne de l'abbaye de Beaulieu-en-Rouergue, Paris, Editions du patrimoine, 7 juillet 2022, 256 p. (ISBN 9782757707951)
- Dir. avec Dominique Jarrassé, Une tradition révolutionnaire. Les arts figuratifs de Rome à Paris 1905-1940, Rome, Académie de France à Rome-Villa Médicis, novembre 2020, 272 p.
- Dir., 350 ans de création. Les artistes de l’Académie de France à Rome de Louis XIV à nos jours, Rome, Milan, éditions Officina Libraria, octobre 2016, 256 p. (ISBN 978-88-99765-08-8)
- Dir. avec Françoise Frontisi-Ducroux, Le Désir et les dieux, Paris, Flammarion, octobre 2014, 256 p. (ISBN 978-2-08-132990-4)Essai introductif par Yves Bonnefoy.
- Avec Axel Sanson, Peindre la guerre, Paris, Nicolas Chaudun, 2009, 192 p. (ISBN 978-2-35039-060-4)
- La Collection Oulmont. Le goût de la grâce et du joli. Dessins, peintures et pastels du XVIIIe siècle, Épinal, musée départemental d'art ancien et contemporain, 2007 p. (ISBN 978-2-912395-10-8)Essai introductif, catalogue et direction de l’ouvrage.

### Commissariat d'expositions
- « 350 ans de création. Les artistes de l’Académie de France à Rome de Louis XIV à nos jours », Académie de France à Rome, Villa Médicis, 14 octobre 2016 – 15 janvier 2017[9]
- « L’idée et la ligne : dessins français du musée de Grenoble, XVIe-XVIIIe siècle », musée de Grenoble, 5 novembre 2011 – 12 février 2012[10]
- « Le goût de la grâce et du joli. La collection Paul Oulmont, peinture, dessin et pastel du XVIIIe siècle », Épinal, musée départemental d’art ancien et contemporain, du 9 juin au 1er octobre 2007
- « Joseph Parrocel dessinateur », musée du Louvre, du 9 février au 7 mai 2007[11] ; co-commissariat avec Christophe Leribault